# Список глав Чада
Список глав Чада включает лиц, являвшихся главой государства Чада. В настоящее время государство возглавляет Президент Республики Чад (фр. Président de la République du Tchad, араб. رئيس جمهورية تشاد‎). Президент страны является гарантом независимости, суверенитета, единства и территориальной целостности государства, уважения его международных договоров и соглашений. Согласно конституции 2018 года он избирается на шесть лет с правом однократного переизбрания и напрямую возглавляет кабинет министров.
Применённая в первом столбце таблиц нумерация является условной. Также условным является использование в первых столбцах цветовой заливки, служащей для упрощения восприятия принадлежности лиц к различным политическим силам без необходимости обращения к столбцу, отражающему партийную принадлежность. Также отражён различный характер полномочий персон (например, единый срок нахождения во главе государства Франсуа Томбалбая в 1960—1975 годах разделён на периоды, когда он являлся главой государства как действующий на момент провозглашения независимости страны премьер-министр, и как её президент). Последовательные периоды полномочий одного лица (например, шесть каденций Идриса Деби, избранного президентом в 1996, 2001, 2006, 2011, 2016 и 2021 годах) не разделены. В столбце «Выборы» отражены состоявшиеся выборные процедуры или иные основания, по которым лицо стало главой государства. Наряду с партийной принадлежностью, в столбце «Партия» также отражён внепартийный (независимый) статус персоналий, а также их принадлежность к вооружённым силам или военизированным организациям, когда они играли самостоятельную политическую роль.

## Обзор
После провозглашения независимости Республики Чад (фр. République du Tchad, араб. جمهورية تشاد‎) 11 августа 1960 года главой государства (фр. Chef d'état) стал действующий премьер-министр Франсуа Томбалбай. После победы возглавляемой им Прогрессивной партии Чада (ППЧ) на выборах в Национальное собрание, где её представители заняли все депутатские места, в стране сложилась однопартийная система, официально одобренная в январе 1963 года на V съезде партии. 23 апреля 1962 года Ф. Томбалбай официально принёс президентскую присягу, в 1969 году он одержал победу на безальтернативных выборах. 30 августа 1973 года на чрезвычайном съезде ПНП было принято решение о её самороспуске и создании Национального движения за культурную и социальную революцию Чада. В тот же день в рамках политики африканизации Ф. Томбалбай объявил о смене своего имени на Нгарта Томбалбай (фр. N'Garta Tombalbaye).
13 апреля 1975 года в ходе успешного государственного переворота Томбалбай был убит, временным главой государства объявлен главнокомандующий армией бригадный генерал Ноэль Одингар. {15 апреля года армия и жандармерия создали Высший военный совет (фр. Conseil Supertieur Militaire), президентом которого был избран бригадный генерал Феликс Маллум, освобождённый из-под ареста. 12 мая Ф. Маллум, оставаясь президентом Совета, был назначен главой государства. Он не прекращал попыток завершить продолжавшуюся с 1965 года гражданскую войну, главной силой которой являлся Фронт национального освобождения Чада и выделившиеся из него повстанческие силы — созданный в 1972 году Совет командования Вооружённых сил севера, в 1976 году разделившийся на Вооружённые силы Севера под командованием Хиссена Хабре и Народные вооружённые силы под командованием Гукуни Уэддея. Эти попытки привели к подписанию в августе 1978 года между военными и Х. Хабре «Фундаментальной хартии», по которой 29 августа 1978 года Высший военный совет был распущен, Ф. Маллум стал президентом страны, а Х. Хабре — премьер-министром. В феврале 1979 года, однако, столкновения между ними были возобновлены. Вскоре в нигерийском городе Кано была созвана Конференция по вопросам национального примирения в Чаде с участием четырёх враждующих сторон и пяти соседних африканских государств. 16 марта 1979 года Конференция завершилась подписанием соглашения о прекращении огня и передачи власти переходному правительству. Со стороны Чада подписи поставили президент Ф. Маллум, премьер-министр Х. Хабре, лидер Народных вооружённых сил Г. Уэддей (возглавивший в марте 1978 года постоянный Революционный совет Фронта национального освобождения Чада) и лидер Народного движения за освобождение Чада Абубукар Рахман.
В соответствии с соглашением президент и премьер-министр покинули свои посты 23 марта 1979 года, из представителей сторон был сформирован Временный государственный совет (фр. Conseil d'Etat provisoire) во главе с Г. Уэддеем. 29 апреля под давлением Нигерии сторонами было создано Переходное правительство национального единства (фр. Gouvernement de transition d'unité nationale), которое возглавил Лол Махамат Шуа, представлявший Народное движение за освобождение Чада, имевшее наименьшее военное и политическое значение. Слабость этого правительства привела к подписанию 21 августа 1979 года в Лагосе нового соглашения представителями теперь уже 11 враждующих группировок о порядке формирования переходного правительства. До его приведения к присяге 10 ноября 1979 года управление страной было возложено на созданный 3 сентября Временный административный комитет (фр. Comité administratif provisoire), который, как и новое переходное правительство, вновь возглавил Г. Уэддей.
21 марта 1981 года верные Х. Хабре, министру обороны в переходном правительстве, предприняли попытку отстранить от власти Г. Уэддея, после чего гражданская война возобновилась с новой силой. К концу года при ливийской поддержке правительство вытеснило подразделения Х. Хабре к суданской границе, откуда они начали наступление и 7 июня 1982 года взяли с боем столицу. Х. Хабре, как президент Совета командования Вооружённых сил севера, возглавил государство. 19 июня 1982 года он создал Государственный совет (фр. Conseil d'Etat), а 21 октября принял присягу как президент страны. 27 июня 1984 года было объявлено о создании единой правительственной партии — Национального союза за независимость и революцию. На прошедшем 10 декабря 1989 года референдуме была утверждена однопартийная система и подтверждены президентские полномочия Х. Хабре.
11 марта 1990 года в Судане бежавшими офицерами армии Чада было создано Патриотическое движение спасения во главе с Идрисом Деби. Осенью 1990 года повстанцы начали наступление из Дарфура на столицу Чада и 30 ноября взяли город Абеше, после чего Х. Хабре бежал в Камерун, затем в Сенегал. 1 декабря 1990 года повстанцы вошли в Нджамену, полномочия главы государства принял на себя спикер Национального собрания Жан-Бавуайё Алинже, на следующий день передавший их И. Деби. 4 декабря И. Деби создал Государственный совет (фр. Conseil d'Etat), а 4 марта 1991 года принял присягу как президент страны. Первые после 1969 года президентские выборы состоялись в 1996 году после принятия новой конституции, позже И. Деби ещё четырежды побеждал на выборах, в том числе в условиях продолжавшейся в 2005—2010 годы Второй гражданской войны. В 2018 году была принята новая конституция, установившая 6-летний срок полномочий президента, с правом однократного переизбрания.
26 января 2006 года президент изменил своё имя на Идрис Деби Итно (фр. Idriss Déby Itno). 17 апреля 2021 года переизбранный в шестой раз на пост президента И. Деби Итно лично возглавил операцию по отражению наступления с севера повстанцев, получил смертельное ранение и скончался 20 апреля. В тот же день для управления страной был создан Переходный военный совет (фр. Conseil militaire de transition) во главе с сыном покойного Махаматом Идрисом Деби, который на следующий день был провозглашён президентом республики. В ходе «национального диалога» 10 октября 2022 года он был избран переходным президентом с роспуском Переходного военного совета. На проведённом в декабре 2023 года референдуме была утверждена новая конституция страны (уменьшившая срок президентских полномочий до 5 лет), после чего президент назначил главой правительства находившегося ранее в оппозиции Сюксеса Масру. В соответствии с результатами состоявшихся 6 мая 2024 года выборами Махамат Идрис Деби 23 мая вступил в полномочия конституционного президента и назначил премьер-министром бывшего при его отце руководителем президентского протокола Алламая Халину.

## Список глав государства
Список включает президентов Чада, а также руководителей высших государственных органов, сформированных вооружёнными силами или одержавшими победу повстанческими движениями.
|            | Портрет         | Имя (годы жизни) | Полномочия      | Полномочия | Партия                                                            | Выборы | Должность | Пр.                         |
| Начало     | Портрет         | Имя (годы жизни) | Окончание       | | Партия                                                            | Выборы | Должность | Пр.                         |
| ---------- | --------------- | --- | --------------- | --- | ----------------------------------------------------------------- | --- | --- | --------------------------- |
| 1 (I—II)   |                 | Франсуа Томбалбай (1918—1975) фр. François Tombalbaye араб. فرنسوا تومبالباي‎ с 30 августа 1973 года Нгарта Томбалбай фр. N'Garta Tombalbaye араб. نجارتا تومبلباي‎               | 11 августа 1960 | 23 апреля 1962 | Прогрессивная партия Чада                                         | [ комм. 3 ] | глава государства фр. Chef d'état                                                                                           | [ 5 ] [ 24 ] [ 25 ]         |
| 1 (I—II)   | 23 апреля 1962  | Франсуа Томбалбай (1918—1975) фр. François Tombalbaye араб. فرنسوا تومبالباي‎ с 30 августа 1973 года Нгарта Томбалбай фр. N'Garta Tombalbaye араб. نجارتا تومبلباي‎               | 13 апреля 1975  | 1969 | Прогрессивная партия Чада                                         | президент фр. Président | | [ 5 ] [ 24 ] [ 25 ]         |
|            | 23 апреля 1962  | Франсуа Томбалбай (1918—1975) фр. François Tombalbaye араб. فرنسوا تومبالباي‎ с 30 августа 1973 года Нгарта Томбалбай фр. N'Garta Tombalbaye араб. نجارتا تومبلباي‎               | 13 апреля 1975  | 1969 | Национальное движение за культурную и социальную революцию Чада   | президент фр. Président | | [ 5 ] [ 24 ] [ 25 ]         |
| 2          |                 | бригадный генерал Ноэль Миларев Одингар (1932—2007) фр. Noël Milarew Odingar араб. نويل ميلاريو أودينغار‎                                                                        | 13 апреля 1975  | 15 апреля 1975 | военный                                                           | [ комм. 6 ] | временный глава государства фр. Chef d'état par intérim                                                                     | [ 6 ]                       |
| 3 (I—III)  |                 | бригадный генерал Феликс Маллум Нгакуту Бей-Нди (1932—2009) фр. Felix Malloum Ngakoutou Bey-Ndi араб. فليكس معلوم‎                                                               | 15 апреля 1975  | 12 мая 1975 | военный                                                           | [ комм. 7 ] | президент Высшего военного совета фр. Président du Conseil Supertieur Militaire                                             | [ 7 ] [ 26 ] [ 27 ]         |
| 3 (I—III)  | 12 мая 1975     | бригадный генерал Феликс Маллум Нгакуту Бей-Нди (1932—2009) фр. Felix Malloum Ngakoutou Bey-Ndi араб. فليكس معلوم‎                                                               | 29 августа 1978 | [ комм. 8 ] | военный                                                           | глава государства фр. Chef d'état | | [ 7 ] [ 26 ] [ 27 ]         |
| 3 (I—III)  | 29 августа 1978 | бригадный генерал Феликс Маллум Нгакуту Бей-Нди (1932—2009) фр. Felix Malloum Ngakoutou Bey-Ndi араб. فليكس معلوم‎                                                               | 23 марта 1979   | [ комм. 9 ] | военный                                                           | президент фр. Président | | [ 7 ] [ 26 ] [ 27 ]         |
| 4 (I)      |                 | Гукуни Уэддей (род. 1944) фр. Goukouni Oueddei араб. كوكوني عويدي‎ | 23 марта 1979   | 29 апреля 1979 | Фронт национального освобождения Чада — Народные вооружённые силы | [ комм. 11 ] | президент Временного государственного совета фр. Président du Conseil d'Etat provisoire                                     | [ 9 ] [ 28 ]                |
| 5          |                 | Лол Махамат Шуа (1939—2019) фр. Lol Mahamat Choua араб. لول محمد شوا‎ | 29 апреля 1979  | 3 сентября 1979 | Народное движение за освобождение Чада                            | [ комм. 12 ] | президент Переходного правительства национального единства фр. Président du gouvernement de transition de l'unité nationale | [ 10 ] [ 29 ] [ 30 ]        |
| 4 (II—III) |                 | Гукуни Уэддей (род. 1944) фр. Goukouni Oueddei араб. كوكوني عويدي‎ | 3 сентября 1979 | 10 ноября 1979 | Фронт национального освобождения Чада — Народные вооружённые силы | [ комм. 13 ] | президент Временного административного комитета фр. Président du Comité administratif provisoire                            | [ 9 ] [ 28 ]                |
| 4 (II—III) | 10 ноября 1979  | Гукуни Уэддей (род. 1944) фр. Goukouni Oueddei араб. كوكوني عويدي‎ | 7 июня 1982     | президент Переходного правительства национального единства фр. Président du gouvernement de transition de l'unité nationale | Фронт национального освобождения Чада — Народные вооружённые силы | [ комм. 13 ] | | [ 9 ] [ 28 ]                |
| 6 (I—III)  |                 | Хиссен Хабре (1942—2021) фр. Hissène Habré араб. حسين حبري‎ | 7 июня 1982     | 19 июня 1982 | Вооружённые силы Севера                                           | [ комм. 15 ] | президент Совета командования Вооружённых сил севера фр. Président du Conseil de commandement des forces armées du nord     | [ 8 ] [ 31 ] [ 32 ]         |
| 6 (I—III)  | 19 июня 1982    | Хиссен Хабре (1942—2021) фр. Hissène Habré араб. حسين حبري‎ | 21 октября 1982 | [ комм. 16 ] | Вооружённые силы Севера                                           | президент Государственного совета фр. Président du Conseil d'Etat | | [ 8 ] [ 31 ] [ 32 ]         |
| 6 (I—III)  | 21 октября 1982 | Хиссен Хабре (1942—2021) фр. Hissène Habré араб. حسين حبري‎ | 1 декабря 1990  | [ комм. 18 ] | Вооружённые силы Севера                                           | президент фр. Président | | [ 8 ] [ 31 ] [ 32 ]         |
|            | 21 октября 1982 | Хиссен Хабре (1942—2021) фр. Hissène Habré араб. حسين حبري‎ | 1 декабря 1990  | Национальный союз за независимость и революцию                                                                              | 1989                                                              | президент фр. Président | | [ 8 ] [ 31 ] [ 32 ]         |
| и. о.      |                 | Жан-Бавуайё Алинже (род. 1937) фр. Jean Bawoyeu Alingué | 1 декабря 1990  | Национальный союз за независимость и революцию                                                                              | 2 декабря 1990                                                    | [ комм. 21 ] | президент Национального собрания фр. Président de l'Assemblée nationale                                                     | [ 13 ] [ 33 ]               |
| 7 (I—VIII) |                 | Идрис Деби Итно (1952—2021) фр. Idriss Déby Itno араб. إدريس ديبي إتنو‎ урожд. Идрис Деби фр. Idriss Déby араб. إدريس ديبي‎                                                       | 2 декабря 1990  | 4 декабря 1990 | Патриотическое движение спасения                                  | [ комм. 23 ] | президент Патриотического движения спасения фр. Président du Mouvement patriotique du salut                                 | [ 14 ] [ 16 ] [ 34 ]        |
| 7 (I—VIII) | 4 декабря 1990  | Идрис Деби Итно (1952—2021) фр. Idriss Déby Itno араб. إدريس ديبي إتنو‎ урожд. Идрис Деби фр. Idriss Déby араб. إدريس ديبي‎                                                       | 4 марта 1991    | [ комм. 16 ] | Патриотическое движение спасения                                  | президент Государственного совета фр. Président du Conseil d'Etat | | [ 14 ] [ 16 ] [ 34 ]        |
| 7 (I—VIII) | 4 марта 1991    | Идрис Деби Итно (1952—2021) фр. Idriss Déby Itno араб. إدريس ديبي إتنو‎ урожд. Идрис Деби фр. Idriss Déby араб. إدريس ديبي‎                                                       | 20 апреля 2021  | 1996 | Патриотическое движение спасения                                  | президент республики фр. Président de la République араб. رئيس الجمهورية‎ | | [ 14 ] [ 16 ] [ 34 ]        |
| 7 (I—VIII) | 4 марта 1991    | Идрис Деби Итно (1952—2021) фр. Idriss Déby Itno араб. إدريس ديبي إتنو‎ урожд. Идрис Деби фр. Idriss Déby араб. إدريس ديبي‎                                                       | 20 апреля 2021  | 2001 | Патриотическое движение спасения                                  | президент республики фр. Président de la République араб. رئيس الجمهورية‎ | | [ 14 ] [ 16 ] [ 34 ]        |
| 7 (I—VIII) | 4 марта 1991    | Идрис Деби Итно (1952—2021) фр. Idriss Déby Itno араб. إدريس ديبي إتنو‎ урожд. Идрис Деби фр. Idriss Déby араб. إدريس ديبي‎                                                       | 20 апреля 2021  | 2006 | Патриотическое движение спасения                                  | президент республики фр. Président de la République араб. رئيس الجمهورية‎ | | [ 14 ] [ 16 ] [ 34 ]        |
| 7 (I—VIII) | 4 марта 1991    | Идрис Деби Итно (1952—2021) фр. Idriss Déby Itno араб. إدريس ديبي إتنو‎ урожд. Идрис Деби фр. Idriss Déby араб. إدريس ديبي‎                                                       | 20 апреля 2021  | 2011 | Патриотическое движение спасения                                  | президент республики фр. Président de la République араб. رئيس الجمهورية‎ | | [ 14 ] [ 16 ] [ 34 ]        |
| 7 (I—VIII) | 4 марта 1991    | Идрис Деби Итно (1952—2021) фр. Idriss Déby Itno араб. إدريس ديبي إتنو‎ урожд. Идрис Деби фр. Idriss Déby араб. إدريس ديبي‎                                                       | 20 апреля 2021  | 2016 | Патриотическое движение спасения                                  | президент республики фр. Président de la République араб. رئيس الجمهورية‎ | | [ 14 ] [ 16 ] [ 34 ]        |
| 7 (I—VIII) | 4 марта 1991    | Идрис Деби Итно (1952—2021) фр. Idriss Déby Itno араб. إدريس ديبي إتنو‎ урожд. Идрис Деби фр. Idriss Déby араб. إدريس ديبي‎                                                       | 20 апреля 2021  | 2021 | Патриотическое движение спасения                                  | президент республики фр. Président de la République араб. رئيس الجمهورية‎ | | [ 14 ] [ 16 ] [ 34 ]        |
| 8 (I—IV)   |                 | Махамат ибн Идрис Деби Итно (род. 1984) фр. Mahamat ibn Idris Déby Itno араб. محمود بن إدريس ديبي إتنو‎ урожд. Махамат Идрис Деби фр. Mahamat Idriss Déby араб. محمود إدريس ديبي‎ | 20 апреля 2021  | 21 апреля 2021 | Патриотическое движение спасения                                  | [ комм. 26 ] | президент Переходного военного совета фр. Président du Conseil militaire de transition араб. رئيس المجلس العسكري الانتقالي‎  | [ 18 ] [ 19 ] [ 35 ] [ 22 ] |
| 8 (I—IV)   | 21 апреля 2021  | Махамат ибн Идрис Деби Итно (род. 1984) фр. Mahamat ibn Idris Déby Itno араб. محمود بن إدريس ديبي إتنو‎ урожд. Махамат Идрис Деби фр. Mahamat Idriss Déby араб. محمود إدريس ديبي‎ | 10 октября 2022 | [ комм. 27 ] | Патриотическое движение спасения                                  | президент Переходного военного совета, президент республики фр. Président du Conseil militaire de transition, Président de la République араб. رئيس المجلس العسكري الانتقالي ,رئيس الجمهورية‎ | | [ 18 ] [ 19 ] [ 35 ] [ 22 ] |
| 8 (I—IV)   | 10 октября 2022 | Махамат ибн Идрис Деби Итно (род. 1984) фр. Mahamat ibn Idris Déby Itno араб. محمود بن إدريس ديبي إتنو‎ урожд. Махамат Идрис Деби фр. Mahamat Idriss Déby араб. محمود إدريس ديبي‎ | 23 мая 2024     | [ комм. 28 ] | Патриотическое движение спасения                                  | переходный президент фр. président de transition араб. الرئيس الانتقالي‎ | | [ 18 ] [ 19 ] [ 35 ] [ 22 ] |
| 8 (I—IV)   | 23 мая 2024     | Махамат ибн Идрис Деби Итно (род. 1984) фр. Mahamat ibn Idris Déby Itno араб. محمود بن إدريس ديبي إتنو‎ урожд. Махамат Идрис Деби фр. Mahamat Idriss Déby араб. محمود إدريس ديبي‎ | действующий     | 2024 | Патриотическое движение спасения                                  | президент республики фр. Président de la République араб. رئيس الجمهورية‎ | | [ 18 ] [ 19 ] [ 35 ] [ 22 ] |